# Isaac Bardavid
Isaac Bardavid (* 13. Februar 1931 in Niterói; † 1. Februar 2022 ebenda) war ein brasilianischer Schauspieler und Synchronsprecher. 
Bardavid spielte Rollen in Filmen, Serien und Telenovelas des Senders Rede Globo, wie z. B. Die Sklavin Isaura. Als Synchronsprecher sprach er Wolverine in den X-Men-Filmen, das Auto KITT in der Serie Knight Rider oder Robert Englund in Nightmare on Elmstreet. Er sprach auch viele Rollen in Zeichentrickfilmen und Animes wie den Yoshida in O Pirata do Espaço (orig. Groizer X) oder den Zordar in Patrulha Estelar (orig. Uchū Senkan Yamato 2).